# Lester Pearson
Lester Bowles "Mike" Pearson (n. 23 aprilie 1897, Toronto, Ontario, Canada - d. 27 decembrie 1972, Ottawa, Ontario) a fost un profesor, istoric, militar și om politic canadian.
În perioada 1963 - 1968 a fost premier, iar între anii 1958 și 1968 a fost liderul Partidului Liberal din Canada.
În perioada 1944 - 1946 a deținut funcția de ambasador al Canadei în SUA.
Pentru modul în care a contribuit la rezolvarea Crizei Suezului, a primit Premiul Nobel pentru Pace în anul 1957.